# Evander da Silva Ferreira
Evander da Silva Ferreira (Rio de Janeiro, 9 juni 1998) is een Braziliaans voetballer die doorgaans speelt als middenvelder. In februari 2025 verruilde hij Portland Timbers voor FC Cincinnati.

## Clubcarrière
Evander speelde in de jeugd Vasco da Gama. Zijn competitiedebuut in het eerste elftal maakte de middenvelder op 21 mei 2016, toen met 1–0 gewonnen werd van Tupi door een doelpunt van Luan Garcia Teixeira. Evander viel in deze wedstrijd na zeven minuten in en acht minuten voor het einde van het duel ging hij weer naar de kant. Zijn eerste doelpunt volgde op 9 november 2017. Door een doelpunt van Ricardo Oliveira kwam Vasco da Gama op achterstand op bezoek bij Santos, maar Evander maakte vijf minuten voor tijd gelijk. Uiteindelijk maakte Nenê in de blessuretijd de winnende voor de bezoekers: 1–2.
In de zomer van 2018 werd de Braziliaanse middenvelder voor één seizoen verhuurd aan FC Midtjylland. Na afloop van deze jaargang besloot Midtjylland hem definitief over te nemen, voor circa tweeënhalf miljoen euro. In Denemarken zette hij zijn handtekening onder een verbintenis voor de duur van vijf seizoenen. Deze werd in december 2021 met een jaar verlengd.
Portland Timbers nam Evander in januari 2023 over voor een bedrag van circa negenenhalf miljoen euro. Bij zijn nieuwe club tekende hij voor vier jaar met een optie op een seizoen extra. Achtereenvolgens maakte de Braziliaan negen en vijftien competitiedoelpunten voor Portland Timbers. Hierop nam FC Cincinnati hem over voor circa elfenhalf miljoen euro. Hij tekende een contract voor drie jaar met een optie op een seizoen extra. Met zijn overgang werd hij de duurste transfer tussen twee clubs uit de MLS.

## Clubstatistieken
| Seizoen | Club             | Competitie          | Competitie | Competitie | Beker | Beker | Internationaal | Internationaal | Totaal | Totaal |
| Seizoen | Club             | Competitie          | Wed.       | Dlp.       | Wed.  | Dlp.  | Wed.           | Dlp.           | Wed.   | Dlp.   |
| ------- | ---------------- | ------------------- | ---------- | ---------- | ----- | ----- | -------------- | -------------- | ------ | ------ |
| 2016    | Vasco da Gama    | Série B             | 10         | 0          | 5     | 0     | —              | —              | 15     | 0      |
| 2017    | Vasco da Gama    | Série A             | 9          | 1          | 0     | 0     | —              | —              | 9      | 1      |
| 2018    | Vasco da Gama    | Série A             | 7          | 0          | 0     | 0     | 8              | 2              | 15     | 2      |
| 2018/19 | → FC Midtjylland | Superligaen         | 26         | 9          | 3     | 0     | —              | —              | 29     | 9      |
| 2019/20 | FC Midtjylland   | Superligaen         | 30         | 8          | 0     | 0     | 2              | 1              | 32     | 9      |
| 2020/21 | FC Midtjylland   | Superligaen         | 28         | 6          | 3     | 1     | 7              | 0              | 38     | 7      |
| 2021/22 | FC Midtjylland   | Superligaen         | 29         | 12         | 5     | 2     | 12             | 3              | 46     | 17     |
| 2022/23 | FC Midtjylland   | Superligaen         | 10         | 4          | 1     | 2     | 8              | 1              | 19     | 7      |
| 2023    | Portland Timbers | Major League Soccer | 27         | 9          | 0     | 0     | 2              | 2              | 29     | 11     |
| 2024    | Portland Timbers | Major League Soccer | 29         | 15         | 0     | 0     | 3              | 0              | 32     | 15     |
| 2025    | FC Cincinnati    | Major League Soccer | 2          | 1          | 0     | 0     | 3              | 1              | 5      | 2      |
| Totaal  | Totaal           | Totaal              | 207        | 65         | 17    | 5     | 45             | 10             | 269    | 80     |

Bijgewerkt op 7 maart 2025.

## Erelijst
| Superligaen | 1 | 2019/20          |
| DBU Pokalen | 2 | 2018/19, 2021/22 |